# Ammore annascunnuto
Ammore annascunnuto (in napoletano: Amore nascosto) è una canzone in lingua napoletana scritta da Mario Castiglia, Bruno Coulais e Philippe Fragione e pubblicata nel 2000.

## Il significato
Ammore annascunnuto (amore nascosto): il testo parla di amore duraturo, di pazienza e del dolore che spesso accompagna un amore profondo. 
Il brano si apre con una riflessione sul passare del tempo e sulla resistenza necessaria per sostenere l'amore. I versi Cuant anne pe / Stu munne e cuant anne ancora (Quanti anni in questo mondo e quanti ancora) suggeriscono un desiderio di permanenza e stabilità in un mondo in continua evoluzione. Questo è ulteriormente enfatizzato dall'appello alla pazienza, Si se putess / E si tenness a pacienza (Se potessi e se avessi la pazienza), che evidenzia le difficoltà di mantenere l'amore nel tempo.
Più avanti nel testo: Simme accusì / Nuje c'annammuramme / Fine a chiagnere (Siamo così / Ci innamoriamo / Finché non piangiamo) cattura la vulnerabilità e il dolore che spesso accompagnano l'amore. 
L'amore nascosto è descritto nei versi Dinte a st'ammore annascunnuto (Dentro questo amore nascosto), e suggeriscono un amore tenuto segreto, forse a causa di vincoli sociali o personali. La canzone si conclude con un senso di accettazione e rassegnazione, Sta tutt apposte / Dint a sta ammore / Vuò sta annascunnuto (Va tutto bene / Dentro questo amore / Vuoi restare nascosto), indicando un riconoscimento agrodolce delle complessità dell'amore..

## Live in Las Vegas - A New Day...
Nel 2007 il brano fu eseguito dalla cantante canadese Céline Dion e pubblicato nell'home video su DVD intitolato Live in Las Vegas - A New Day....
A new day… Live in Las Vegas è stato sicuramente lo show che più di tutti ha segnato la carriera di Céline. E, in quella circostanza, la sua interpretazione, accompagnata da ballerini, era stata la più emozionante di tutto lo show.

## Nel cinema
Il brano musicale è stato inserito nella colonna sonora del film Comme un aimant dei registi Kamel Saleh e Akhenaton.